# Kaltenherberg (Bernhardswald)
Kaltenherberg ist ein Ortsteil der Gemeinde Bernhardswald im Oberpfälzer Landkreis Regensburg (Bayern).

## Geografische Lage
Der Weiler Kaltenherberg liegt in der Region Regensburg, etwa 1,5 Kilometer östlich von Bernhardswald.

## Geschichte
Kaltenherberg wurde 1610 mit zwei Sölden in einem Stiftbuch der Hofmark Adlmannstein erstmals schriftlich erwähnt.
Zum Stichtag 23. März 1913 (Osterfest) gehörte Kaltenherberg zur Pfarrei Wenzenbach mit 2 Häusern und 11 Einwohnern.
Am 31. Dezember 1990 hatte Kaltenherberg 15 katholische Einwohner und gehörte zur Pfarrei Bernhardswald.